# Cooke Crags
I Cooke Crags (in lingua inglese: Dirupi Cooke) sono dei dirupi, o scogliere rocciose antartiche, situati sul pendio ghiacciato tra l'Henderson Bluff e il Monte Lechner, sul fianco occidentale della Lexington Table, nel Forrestal Range dei Monti Pensacola, in Antartide. 
I dirupi sono stati mappati dall'United States Geological Survey (USGS) sulla base di rilevazioni e foto aeree scattate dalla U.S. Navy nel periodo 1956-66.
La denominazione è stata assegnata dall'Advisory Committee on Antarctic Names (US-ACAN) in onore di James E. Cooke, geofisico dell'United States Geological Survey (USGS) che ha lavorato nel Forrestal Range e nel Dufek Massif nel 1978-79.